# عام 1975 في الصحراء الإسبانية
فيما يلي قائمة بالأحداث التي حدثت خلال عام 1975 في الصحراء الإسبانية.

## الأحداث

### مايو
- من 12 إلى 19 مايو- بعد أن منعته السلطات الإسبانية من الدخول في البداية، سيميون أكي، سفير الأمم المتحدة في كوت ديفوار (ساحل العاج)، مارتا خيمينيز مارتينيز دبلوماسية كوبية ومانوشهر بيشفا، من إيران، قاموا بجولة للأمم المتحدة في البلاد للتحقيق في عدم الاستقرار السياسي وفرض قرار الجمعية العامة للأمم المتحدة رقم 3292 .

### أكتوبر
- 1 أكتوبر - أعلن المغرب وموريتانيا أنهما سيغزوان الصحراء الغربية ويقسمانها بينهما بعد أن أعلنت إسبانيا إجراء استفتاء على المستعمرة الصحراوية. [1]
- 16 أكتوبر - أعلن العاهل المغربي الملك الحسن الثاني عن خطط لمسيرة لأكثر من 350 ألف مدني عبر الحدود إلى الصحراء الغربية للمطالبة بالصحراء الغربية لصالح المغرب. [1]

### نوفمبر
- 6 نوفمبر - بدأ المغرب المسيرة الخضراء في الصحراء الإسبانية بمدنيين عزل، رغم تحذيرات إسبانيا بإطلاق النار عليهم. [2]
- 9 نوفمبر - عندما أعلنت إسبانيا أنها لن تقاتل من أجل الصحراء الغربية، تم إلغاء المسيرة الخضراء المغربية. وقال العاهل المغربي الملك الحسن الثاني إن «إسبانيا ليست دولة صديقة فحسب، بل هي أيضا أمة جارة وشقيقة». [3]
- 14 نوفمبر - إسبانيا تتخلى عن الصحراء الغربية وتعلن تقسيمها بين المغرب وموريتانيا. [4]

### ديسمبر
- 10 ديسمبر- جبهة البوليساريو تبدأ هجومها الأول بضرب القوات الموريتانية في الصحراء الغربية. [1]